# Jacek Laberschek
Jacek Laberschek (ur. 24 października 1950 w Krakowie, zm. 31 marca 2023) – polski historyk, pracownik Instytutu Historii Polskiej Akademii Nauk, kurator Muzeum Krakowa.

## Życiorys

### Wykształcenie i praca zawodowa
Był absolwentem Szkoły Podstawowej nr 21 im. Króla Władysława Jagiełły w Krakowie i I Liceum Ogólnokształcące im. Bartłomieja Nowodworskiego w Krakowie (1969). W 1974 ukończył studia historyczne na Uniwersytecie Jagiellońskim, pracę magisterską Stanowisko biskupa krakowskiego Jana  Muskaty wobec polityki zjednoczeniowej Władysława Łokietka napisał pod kierunkiem mediewisty, prof. Józefa Mitkowskiego. Od 1975 pracował w Pracowni Słownika Historyczno-Geograficznego Województwa Krakowskiego w Średniowieczu przy Instytucie Historii PAN w Krakowie. Początkowo zajmował się pracami pomocniczymi, własne hasła zaczął publikować od zeszytu 3 części I (wyd. 1985). W 1989 obronił w IH PAN pracę doktorską Rozwój osadnictwa w powiecie lelowskim w średniowieczu (do 1400 roku), napisaną pod kierunkiem prof. Antoniego Gąsiorowskiego. W 2017 przeszedł na emeryturę, ale w zespole Słownika pracował na pół etatu aż do śmierci. 
W latach 1991-1996 pracował równocześnie w Ośrodku Studiów i Ochrony Środowiska Kulturowego w Krakowie, gdzie był członkiem zespołu, który opracował wzór karty dziedzictwa kulturowego miejscowości (ostatecznie niewdrożonej).

### Praca naukowa i popularyzatorska
Zajmował się historią średniowiecznego osadnictwa, przede wszystkim w Małopolsce, ze szczególnym uwzględnieniem powiatu lelowskiego, a także Krakowa i jego okolic. 
Dla Słownika Historyczno-Geograficznego Województwa Krakowskiego w Średniowieczu opracował 683 hasła. Był autorem czerech książek własnych (Częstochowa i jej okolice w średniowieczu, wyd. Societas Vistulana, Kraków, 2006, Średniowieczne dzieje nadwarciańskiego Mstowa, wyd. Societas Vistulana, Kraków, 2006, Sieć wodna średniowiecznego Krakowa i jej gospodarcze wykorzystanie, wyd. IH PAN, Warszawa 2016, Dzieje średniowiecznego Lelowa, wyd. Lelowskie Towarzystwo Historyczno-Kulturalne, Lelów 2018) i stu kilkudziesięciu artykułów w pracach zbiorowych (m.in. w monografiach Siewierza, Trzebini, Kłobucka i Częstochowy opracowanych przez zespół pod kierunkiem Feliksa Kiryka) i czasopismach. Opublikował też 17 biogramów w Polskim Słowniku Biograficznym. Jego prace, zawierające szczegółowe dane z zakresu średniowiecznej geografii historycznej, mają istotne znaczenie dla literatury krajoznawczej.
Od 1992 współpracował z Towarzystwem Przyjaciół Częstochowy i pismem „Almanach Częstochowy”, od 2004 z Lelowskim Towarzystwem Historyczno-Kulturalnym im. Walentego Zwierkowskiego.

### Życie prywatne
W 1976 poślubił Krystynę Zdziarską, miał z nią czworo dzieci, Tomasza, Marcina, Adama i Marię.